# 2010 en république démocratique du Congo
Chronologie de l'Afrique
2008 en RDC - 2009 en RDC - 2010 en RDC - 2011 en RDC - 2012 en RDC
2008 par pays en Afrique - 2009 par pays en Afrique - 2010 par pays en Afrique - 2011 par pays en Afrique - 2012 par pays en Afrique

## Chronologie

### Janvier 2010
- Samedi 2 janvier 2010, Nord-Kivu : Le volcan Nyamulagira (22 km de Goma, est) est entré en éruption. La lave qui a parcouru 750 m sur 15 m de large est en train de brûler la forêt du parc national des Virunga dont 10 hectares sont partis en fumée[1].

- Mardi 26 janvier 2010, Nord-Kivu : Selon le Haut commissariat des Nations unies pour les réfugiés (HCR), les combats dans le Nord-Kivu ont provoqué le déplacement de plus de 15 500 personnes depuis décembre 2009, en raison des « opérations militaires en cours et du banditisme de groupes armés ». Au total, 11 600 personnes vivent dans les 47 camps du HCR de la région. L'insécurité et les routes impraticables empêchent les organisations humanitaires d'avoir accès aux déplacés réfugiés dans les forêts. Les offensives des FARDC pour chasser les rebelles du FDLR de la région sont toujours l'occasion pour d'autres milices de « s'attaquer à des civils, piller, violer et brûler des maisons ». Au total, l'ONU recense 2,1 millions de déplacés dans l'est de la RDC[2].

### Février 2010
- Vendredi 12 février 2010 : L'Unicef, à l'occasion de la journée internationale de lutte contre l'utilisation des enfants-soldats, annonce que 5 930 enfants-soldats, entre 5 et 17 ans, dont 1 222 filles, ont été démobilisés en RDC en 2009. La plupart des enfants démobilisés étaient issus de tous les groupes armés opérant dans l'est de la RDC, une région très instable de ce vaste pays d'Afrique centrale.

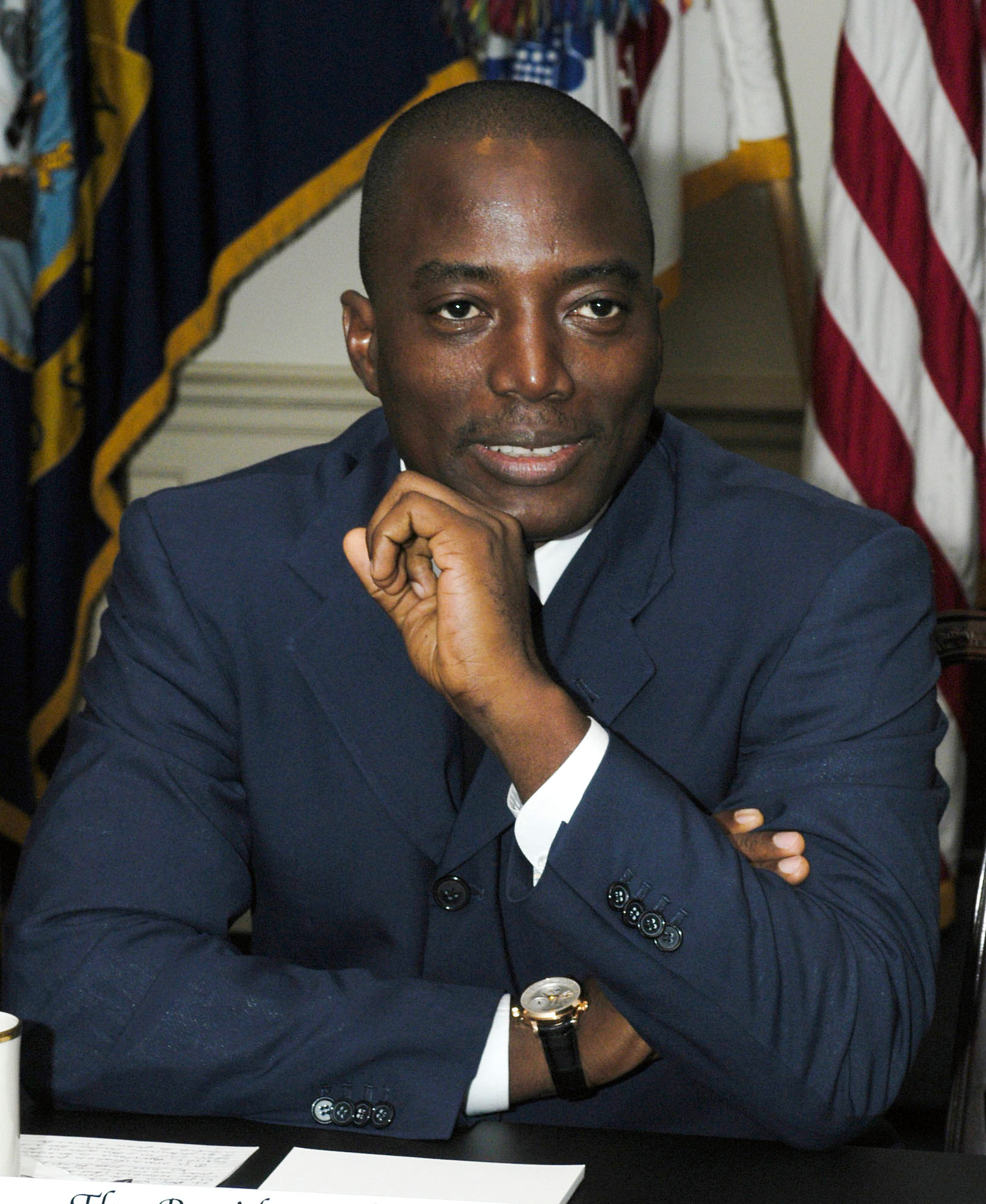
Joseph Kabila
(novembre 2003)

- Vendredi 19 février 2010 : Le président Joseph Kabila procède à un large remaniement du gouvernement d'Adolphe Muzito, réduit à 43 membres contre 53 auparavant, mais avec 20 nouveaux « pour plus d'efficacité » et « diminuer le train de vie de l'État » « en vue d'atteindre les objectifs […] de stabilisation du cadre macro-économique ». Le nouveau gouvernement d'Adolphe Muzito, en poste depuis le 10 octobre 2008, compte 3 vice-Premiers ministres, 33 ministres et 7 vice-ministres.

- Vendredi 26 février 2010 : Selon un rapport publié par des ONG, la milice Maï Maï un groupe armé opérant dans l'est du Congo-Kinshasa utiliserait des enfants enlevés et recrutés pour servir de sorciers.

- Samedi 27 février 2010, Kinshasa : Une résidence du président Joseph Kabila, dans le quartier de la Gombe, a été « attaquée par un groupe d'hommes lourdement armés », alors que « le président était dans les environs ». « Six assaillants ont été tués, quelques-uns ont été faits prisonniers ». Le pouvoir assure avoir échappé à un coup d'état[3].

### Mars 2010
- Mercredi 3 mars 2010 : Les autorités congolaises ont demandé à la Mission de l'ONU (Monuc) de commencer son « désengagement progressif » à partir de fin juin. Selon Alain Leroy, adjoint du secrétaire général de l'ONU Ban Ki-moon, chargé des opérations de maintien de la paix : « Les autorités congolaises demandent un désengagement progressif de la Monuc et elles souhaitent en particulier que dès le 30 juin, ce désengagement se matérialise ». Il a toutefois évoqué une possible réduction du personnel militaire de la Monuc dans « les régions non affectées par les conflits » armés, notamment le centre et le sud-est du pays, contrairement à l'est où « il y a encore beaucoup de travail à faire »[4].

- Vendredi 5 mars 2010 : Selon le secrétaire-général adjoint chargé des opérations de maintien de la paix en RDC, Alain Le Roy, la Monuc ne quittera le pays qu'une fois certaines « tâches cruciales » accomplies mais un premier contingent pourrait commencer à se retirer à partir de juin : Il y a eu un accord clair sur les tâches cruciales qui doivent être mises en œuvre avant que la Monuc ne quitte définitivement la RDC, notamment la nécessaire réforme du secteur de la sécurité. Cependant, « les premières troupes pourraient être en mesure de quitter l'ouest autour du 30 juin 2010 », évoquant une possible réduction du personnel militaire de la Monuc dans « les régions non affectées par les conflits » armés, notamment le centre et le sud-est du pays, contrairement à l'est où « il y a encore beaucoup de travail à faire »[5].

- Mardi 9 mars 2010 : Le Bureau de coordination des affaires humanitaires de l'ONU (OCHA) a lancé un appel de fonds de près de 59 millions de dollars pour aider les réfugiés au Congo-Brazzaville qui ont fui depuis octobre 2009 les affrontements armés dans la province de l'Équateur. L'appel, pour toute l'année 2010, vise à fournir une aide à plus de 110 000 réfugiés, dont 82 % de femmes et d'enfants, ainsi qu'à 58 000 autres personnes. Les réfugiés se sont installés dans plus de 100 sites sur une bande de terre de 500 km de long au bord du fleuve Oubangui, entre le District de Liranga et la frontière avec la RCA : « dans la plupart des zones, les réfugiés surpassent largement en nombre la population locale, selon un ratio moyen de un pour cinq ». Ils sont logés dans des familles d'accueil, se sont installés dans des huttes abandonnées, ont occupé d'autres bâtiments ou construit des abris de fortune. Ils ont besoin de nourriture, d'accès à l'eau potable, d'assainissement et de soins de santé[6].

- Vendredi 12 mars 2010 : Selon un rapport d'experts du Fonds des Nations unies pour la population les civils en république démocratique du Congo, et plus particulièrement les femmes, continuent d'être les victimes d'« atrocités » qui « dans certains cas pourraient constituer des crimes contre l'humanité » : « Des membres des Forces armées de la république démocratique du Congo (FARDC), de la police nationale congolaise (PNC), de l’Agence nationale de renseignements (ANR) et d’autres services de renseignements seraient responsables d’exécutions sommaires, d’actes de violence sexuelle et de torture et de mauvais traitements ». Au cours des neuf premiers mois de 2009, il a été recensé 7 500 cas de violences sexuelles à l'encontre de femmes et de filles dans l'ensemble du Nord et du Sud-Kivu, soit le double du nombre de cas enregistrés pendant la même période en 2008 : « Des femmes et des filles ont été exécutées sommairement ou mutilées après avoir été victimes de viols collectifs. Certaines d'entre elles s'étaient fait introduire une arme à feu, du bois, du sable ou de la colle dans le corps […] Des maris, des parents ou des enfants qui tentaient de faire cesser le viol de leurs proches ont également été agressés, tués ou contraints de violer les membres de leur propre famille »[7].

- Mercredi 17 mars 2010 : Selon les forces gouvernementales, 609 rebelles hutu rwandais des Forces démocratiques de libération du Rwanda (FDLR) ont été « neutralisés » depuis début janvier, dans les provinces du Nord et du Sud-Kivu (est), dans le cadre de l'opération « Amani Leo » (« la paix maintenant » en swahili) appuyée par la Mission de l'ONU (Monuc), et « un nombre important d'armes ont été récupérées ». Le bilan du côté des forces gouvernementales est de deux soldats tués et 13 autres blessés. Cette opération militaire vise à faire rapatrier manu militari ces rebelles, dont certains auraient participé au génocide de 1994 au Rwanda, et qui exploitent illégalement les ressources minières de cette région, où sévissent également des groupes armés congolais[8].

- Dimanche 28 mars 2010 : L'ONG Human Rights Watch accuse les rebelles ougandais de l'Armée de résistance du Seigneur (LRA) d'avoir perpétré un massacre ayant fait 321 morts et enlevé 250 personnes, dont 80 enfants, en décembre 2009 dans la région de Makombo, située dans le nord-est de la RDC. Il s'agit de « l'un des pires jamais commis par la LRA, dans ses 23 ans d'histoire sanglante, pourtant il n'a pas été signalé pendant des mois ». Le rapport documente « les meurtres violents commis lors de l'attaque bien planifiée menée par la LRA du 14 au 17 décembre dans la région reculée de Makombo, située dans le district du Haut-Uélé », où les soldats de la LRA auraient attaqué « au moins dix villages »[9],[10].

- Mardi 30 mars 2010 : selon la Mission de l'ONU en RDC (Monuc), les rebelles ougandais de la LRA ont tué au moins 290 personnes fin 2009 dans le nord-est et en ont enlevé environ 150 autres.

### Avril 2010
- Dimanche 4 avril 2010, Équateur : trois membres de la Monuc (un Casque bleu ghanéen, un pilote sud-africain et un employé civil), ainsi que quatre militaires et deux policiers des forces de l'ordre congolaises, ont été tués à l'aéroport Mbandaka (nord-ouest), alors que des combats opposaient des forces de sécurité à une centaine d'insurgés Enyele « qui ont tenté de prendre l'aéroport, mais ils ont été repoussés par les soldats congolais ». Selon le gouverneur, 9 attaquants ont été tués et 3 autres capturés, les autres sont « en débandade ».

- Samedi 10 avril 2010, Équateur : un médecin espagnol, Mario Zarza, a été enlevé par des rebelles dans le nord-ouest du pays, alors qu'il « passait ses vacances à parcourir le fleuve à partir de Kisangani », quand l'embarcation à bord de laquelle il avait pris place a été attaquée par des rebelles Enyele, qui ont ensuite attaqué Mbandaka.

- Mardi 13 avril 2010, Sud-Kivu : huit employés du Comité international de la Croix-Rouge (CICR, 7 Congolais et un Suisse) ont été enlevés par un groupe armé de rebelles du Mai Mai Yakutumba (près de Fizi, Sud-Kivu).

- Mercredi 14 avril 2010 : selon le rapport de l'ONG Oxfam international concernant les viols commis dans l'est de la RDC, « 60 % des victimes de viols interrogées ont été violées par des bandes d’hommes armés » et 56 % des agressions ont eu lieu au sein même des domiciles. 4 311 femmes ont témoigné sur les viols qu'elles ont subis sur une période de quatre ans. Le rapport évoque également « la stigmatisation dont sont victimes les femmes au sein de leurs familles après avoir été violées et des difficultés qu’elles rencontrent en matière d’accès aux soins médicaux ». Les provinces du Nord et du Sud-Kivu, frontalières avec l'Ouganda, le Rwanda et le Burundi, sont instables en raison de la présence de plusieurs groupes armés qui y commettent toutes sortes d'atrocités, notamment les violences sexuelles, depuis plus d'une décennie[11].

- Jeudi 22 avril 2010 : La Haute-cour militaire de la RDC annule en appel l'arrêt de la cour militaire de Kisangani (nord-est) de la condamnation à mort pour meurtre et espionnage prononcée contre deux ex-militaires norvégiens — Tjostolv Moland (28 ans) et Joshua French (27 ans).

- Vendredi 23 avril 2010 : Le Haut commissariat des Nations unies pour les réfugiés (HCR) s'alarme « par le grand nombre de femmes qui continuent d'être affectées par les violences sexuelles en république démocratique du Congo » avec « près de 14 viols par jour en moyenne », mais « le nombre réel de victimes de viols est bien supérieur car la peur d'être pointée du doigt ou rejetée par sa communauté, pousse nombre de femmes à se taire ». Plus d'un tiers des viols enregistrés ont eu lieu dans les provinces du Nord-Kivu et du Sud-Kivu (est)[12].

### Mai 2010
- Samedi 1er mai 2010 : Le coordonnateur des affaires humanitaires de l'ONU, John Holmes, révèle qu'en février dernier, il y a eu un massacre de population civile dans la commune de Kapanga (nord-est) dans laquelle « peut-être jusqu'à 100 personnes ont été tuées » par les rebelles ougandais de l'Armée de résistance du Seigneur (LRA) : « Cela nous laisse dans une situation alarmante, on a eu plus de 300 000 déplacés et 2 400 enlèvements y compris de plus de 800 enfants. La population reste terrifiée ».

- Mercredi 5 mai 2010 : Le gouvernement congolais annonce la capture par la population de Dongo du « sieur Ondjani », chef des insurgés de la tribu Enyele, qui ont attaqué le 4 avril la ville de Mbandaka, avant d'être repoussés par l'armée. Il tentait de « recruter » de nouveaux combattants, avant d'être capturé et livré à la police qui l'a remis à l'armée. Les Enyele disputent à une autre communauté locale, celle des Monzaya, la gestion des étangs poissonneux de cette région. 12 civils ont été tués pendant cette attaque auxquels il faut ajouter neuf morts dans les rangs de la Monuc et des forces de l'ordre et 12 autres parmi les assaillants[13].

- Dimanche 16 mai 2010 : Une coulée de boue, haute de 4 mètres et large de 150 mètres, dévaste à plus de 50 km/h le village de Kibiriga (province du Nord-Kivu, est) faisant 19 morts et 27 disparus « enfouis sous la boue ». Elle s'est déversée d'un lac situé sur un flanc du volcan éteint Karisimbi, tout proche, à la suite de fortes pluies. Quelque 230 maisons et sept hectares du cultures ont été détruits, et 965 familles (soit près de 6 000 personnes) du village « vont être délocalisées sur un autre site pour des raisons sanitaires ».

- Vendredi 28 mai 2010 : Le Conseil de sécurité, dans sa résolution 1925, décide la réduction de 10 % des effectifs de la Mission de l'ONU en RDC, sur les 20 000 en cours, mais remet à plus tard une décision son éventuel retrait souhaité par le gouvernement de Kinshasa. Son mandat est reconduit jusqu'au 30 juin 2011. La mission prend aussi désormais le nom de Mission de l'ONU pour la stabilisation en RDC (Monusco), et son mandat est recadré pour la charger essentiellement de la protection des populations civiles à partir du 1er juillet.

### Juin 2010
- Mercredi 2 juin 2010 :
  - Assassinat à Kinshasa de Floribert Chebeya (47 ans) et père de 5 enfants, militant des droits de l’homme, président de l'ONG « La Voix des sans-voix » (VSV). Il a été retrouvé dans sa voiture « les mains menottées derrière le dos, le pantalon et le sous-vêtement rabaissés sur les genoux », alors qu'il s'était rendu, à un rendez-vous qui n'a pas eu lieu, à l'inspection générale de la police. Son chauffeur a aussi disparu.
  - Près de 150 combattants des Forces démocratiques de libération du Rwanda (rébellion hutu) ont attaqué une position de l'armée congolaise, à Burungu (province du Nord-Kivu), tuant au moins 19 personnes, dont cinq soldats et huit civils. Six rebelles ont été tués.

- Dimanche 6 juin 2010 : La présidence révèle que le chef des services spéciaux de la police, le colonel Daniel Mukalay et le général Numbi (48 ans), un proche de Joseph Kabila, ont été arrêtés avec trois autres officiers de police dans le cadre de l'enquête sur le meurtre récent de Floribert Chebeya.

- Lundi 7 juin 2010 : Au total, une dizaine de policiers, en majorité des officiers, ont été arrêtés depuis le début de l'enquête sur le meurtre à Kinshasa du militant congolais des droits de l'Homme Floribert Chebeya.

- Jeudi 10 juin 2010 : Le ministère de la Justice annonce la nouvelle condamnation à mort, par une cour militaire, de deux ex-militaires norvégiens pour le meurtre d'un Congolais et « espionnage », après l'annulation de cette même peine fin avril pour « irrégularité ».

- Vendredi 11 juin 2010 : Pour l'ONU, la population de la RDC est confrontée « à l'une des pires crises humanitaires au monde » alors que « les exactions de groupes armés, dont l'Armée de résistance du Seigneur, ne cessent d'augmenter ». La LRA « terrorise la population, attaque, pille, brûle les villages, enlève les civils et notamment les enfants ». Depuis décembre 2007, la LRA a tué 1 796 civils et enlevés 2 377 personnes dont 807 enfants. Dans les Kivus et la province du Maniema, les violations des droits de l'homme sont également nombreuses, en particulier les violences sexuelles. En 2009, « il y a eu 8 000 cas de viols rapportés, dont la majorité a été perpétrée par des hommes en armes ». Seulement 30 % des 827 millions de dollars demandés par l'ONU pour ses opérations dans le pays sont actuellement financés[14].

- Vendredi 18 juin 2010 : Accident de la circulation à Lisala faisant au moins 33 morts.

- Mercredi 30 juin 2010 : La république démocratique du Congo célèbre ses 50 ans d’indépendance. Le roi des Belges Albert II, son épouse la reine Paola et le premier ministre démissionnaire Yves Leterme ont assisté aux festivités[15]. Lors du discours, le président Joseph Kabila a appelé ses compatriotes à « engager de manière résolue une révolution morale » et à « punir sans complaisance, l'atteinte à la vie et à la dignité humaine, le viol, le tribalisme, le régionalisme, le favoritisme, l'irresponsabilité, le vol, le détournement des deniers publics ainsi que tout autre forme d'anti-valeur ».

### Juillet 2010
- Jeudi 1er juillet 2010 : la MONUC change de dénomination et devient la MONUSCO.

- Vendredi 2 juillet 2010 : L'Explosion d’un camion citerne rempli d'essence fait au moins 223 morts, dont une soixante d'enfants et une trentaine de femmes, ainsi que 110 blessés, à Sange, une localité de 50 000 habitants située à 70 km au sud de Bukavu. En traversant la localité, le camion citerne s'est renversé sur le bas-côté à cause d'un excès de vitesse et les villageois s'activaient à récupérer l'essence qui coulait au moment de l'explosion. Parmi les victimes, il y aurait 5 casques bleus de la MONUSCO. Plusieurs dizaines de maisons ont flambé[16].

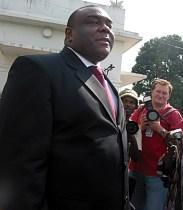
Jean-Pierre Bemba
(décembre 2006)

- Mercredi 7 juillet 2010 : La Cour pénale internationale de La Haye, décide de reporter à une date indéterminée l'ouverture du procès de l'ancien vice-président de la RDC, Jean-Pierre Bemba, prévue initialement le 14 juillet, les juges ayant considéré qu'« il est dans l'intérêt de la justice que l'exception d'irrecevabilité soulevée par la défense soit tranchée par la chambre d'appel avant le début du procès ». Jean-Pierre Bemba (47 ans) est accusé de crimes de guerre et de crimes contre l'humanité, en tant que responsable de meurtres, viols et pillages commis entre octobre 2002 et mars 2003 par sa milice, envoyée en Centrafrique pour appuyer le régime du président Ange-Félix Patassé.

- Mardi 13 juillet 2010 : Selon le Bureau de coordination des affaires humanitaires de l'ONU (OCHA), environ 70 000 personnes ont fui récemment combats, violences et pillages dans la province du Nord Kivu, notamment dans la région de Beni. D'autre part, l'ONU s'inquiète du manque de fonds pour venir en aide aux populations, car l'appel de fonds 2010 pour la RDC n'a été financé pour l'instant qu'à hauteur de 41 %, avec 335 millions de dollars reçus pour 827 millions demandés. De plus les organisations humanitaires et leur personnel ont été la cible de 68 attaques depuis le début de l'année.

- Jeudi 15 juillet 2010 : La Cour pénale internationale (CPI) ordonne la libération « sans conditions » de l'ancien chef de milice Thomas Lubanga (49 ans), le procureur ayant refusé de communiquer à la défense le nom d'un intermédiaire qu'il avait chargé de retrouver des témoins des crimes de guerre dont est accusé Thomas Lubanga.

- Mercredi 28 juillet 2010 : Le naufrage d'un bateau, une baleinière transportant des marchandises et des passagers sur la rivière Kasaï (province du Bandundu, ouest) a fait officiellement 19 morts et 30 disparus. 86 personnes ont pu être secourues. Cependant le commandant de bord est mis en cause pour « négligence » car il aurait accepté de nombreux passagers clandestins en plus des « 180 personnes » enregistrées, surchargeant dangereusement le bateau. Le total des morts et disparus pourrait dépasser les 140.

### Août 2010
- Vendredi 10 août 2010 : Mort à Paris de l’écrivain Désiré Bolya Baenga[17].

- Mercredi 18 août 2010, Nord Kivu : Dans la nuit de mardi à mercredi, 3 Casques bleus indiens de la Mission de stabilisation de l'ONU en RDC (Monusco) ont été tués à l'arme blanche et 7 autres ont été blessés dans l'attaque de leur camp à Kirumba menée par une soixantaine d'agresseurs.

- Jeudi 19 août 2010, Nord Kivu : Les Forces armées de la RDC ont appréhendé deux miliciens, « suspects » présumés du meurtre des trois Casques bleus indiens dont la camp a été attaqué la veille par une soixantaine d'hommes armés. Cette attaque aurait été commanditée dans le but de « tuer les gens de la Monusco » et aurait été réalisée par le « groupe des Maï-Maï Pareco », une milice congolaise dont les croyances sont basées sur la magie, « qui opèrent dans ce secteur de Lubero ».

- Vendredi 20 août 2010, Katanga : Depuis le 6 août, de violents feux de brousse, allumés par les paysans, ont fait 8 morts et 4 blessés, et plus de 554 maisons incendiées dans 13 villages de la région de Kongolo.

- Lundi 23 août 2010, Nord Kivu : Selon des ONG, au moins 179 femmes auraient été violées dans la ville de Luvungi, entre le 30 juillet et le 3 août, lors d'une offensive des insurgés hutus des FDLR (Forces démocratiques de libération du Rwanda) et des miliciens Maï-Maï opérant dans cette région : « Presque tous ces viols ont été commis en réunion, parfois par six hommes armés, souvent devant les maris et les enfants des victimes ». Ces rebelles ont à leur actif plusieurs milliers de viols chaque année[18].

- Mardi 24 août 2010, Nord Kivu : Le président de la Société civile du territoire de Masisi, un groupement d'ONG est enlevé par des hommes en uniforme à sur la route reliant Goma à Sake. Sylvestre Bwira recevait fréquemment des menaces de mort après la publication d'un rapport dénonçant l'insécurité dans le territoire de Masisi et l'administration parallèle érigée dans cette zone par l'ex-rébellion du Congrès national pour la défense du peuple (CNDP), rallié à Kinshasa depuis 2009 et intégrée aux Forces armées de la RDC (FARDC).

- Mercredi 25 août 2010 : Un avion de la compagnie aérienne Filair s'est écrasé dans la périphérie de Bandundu causant la mort d'au moins 19 passagers mais laissant 2 survivants dont l'un mourra deux jours après. Le patron belge de la compagnie aérienne figure parmi les victimes du crash du Let-410, un bi-turbopropulseur de fabrication tchèque qu'il pilotait lui-même.

- Jeudi 26 août 2010 : Le Haut-Commissariat des Nations unies aux droits de l'homme (HCDH) présente son rapport de 600 pages sur les crimes commis les dix dernières années en RDC. Ce document décrit les « violations les plus graves des droits de l'homme et du droit international humanitaire commises entre mars 1993 et juin 2003 en RDC », une décennie de meurtres, viols, pillages auxquels prirent part plusieurs pays de la région, dont le Rwanda voisin[19].

- Vendredi 27 août 2010 :
  - La chef de la diplomatie de l'UE, Catherine Ashton et le commissaire européen à l'aide au développement, Andris Piebalgs, « font part de leur profonde indignation et consternation à la suite des attaques et des viols de masse perpétrés par les FDLR et les groupes armés congolais alliés dans la province du Nord Kivu en RDC du 30 juillet au 4 août […] Ces événements mettent une fois de plus en évidence une stratégie caractérisée par une méthode criminelle systématisée et l'utilisation des violences sexuelles comme véritables armes de guerre ». Ils « demandent au gouvernement de Kinshasa de déployer tous ses efforts pour assurer la protection des populations et la fin de l'impunité, comme il s'y était engagé via l'adoption de la Stratégie nationale de lutte contre les violences basées sur le genre adoptée en novembre dernier ».
  - Le gouvernement rwandais estime que le rapport du Haut commissariat des Nations unies détaillant les massacres, viols et pillages commis par des militaires de plusieurs pays et notamment du Rwanda au cours des deux guerres qui se sont déroulées au Congo de 1996 à 1998, est un « document dangereux et irresponsable […] qui ne peut qu'amener l'instabilité dans la région des Grands Lacs et saper les efforts de stabilisation en cours, particulièrement alors que des progrès sans précédent ont été réalisés pour l'établissement de la paix, de la sécurité et la collaboration économique, malveillant, choquant et ridicule ». Selon le communiqué, les Nations unies ont laissé publier ce rapport afin de détourner l'attention d'une série de viols commis par les rebelles à proximité d'un camp de casques bleus dans l'est de la RDC : « Le moment de la publication de ce rapport est très révélateur […] il semble que les Nations unies tente de détourner l'attention internationale de leur dernière faute dans la région des Grands Lacs où récemment des centaines de Congolaises ont été violées sous le regard des forces de maintien de la paix […] Il est immoral et inacceptable que les Nations unies, une organisation qui a échoué dans sa mission d'éviter le génocide au Rwanda et les crises qui ont suivi pour les réfugiés, causes directes des souffrances endurées par le Congo et le Rwanda, accusent maintenant l'armée qui a mis un terme au génocide d'avoir commis des atrocités en RDC »[20].
  - Un responsable de la société civile du Nord-Kivu, Balisi Kapumba, animateur de l'ONG « Action solidaire pour la paix et le développement » (ASPD), est enlevé par des hommes en uniforme à son domicile à Goma.

- Mardi 31 août 2010, Nord Kivu : Le responsable d'un groupement d'ONG, enlevé le 24 août par des hommes en uniforme à Goma (est), a été retrouvé vivant dans le parc national des Virunga dans la nuit. Il a subi des violences et a dû être hospitalisé : « Toute la semaine, il a été tabassé, ligoté, les yeux bandés et gardé d'abord dans un tunnel puis dans un cachot souterrain où se trouvaient des corps en décomposition et des ossements humains ». Les Forces armées de la RDC (FARDC) sont soupçonnés d'être derrière cet enlèvement.

### Septembre 2010
- Jeudi 2 septembre 2010 : Le pont du Cinquantenaire ou de Lwange, est inauguré par le président de la République Joseph Kabila. Il a été construit par la société chinoise Sinohydro et concrétise une des promesses électorales de 2006 du président. Le pont fait partie de la route nationale 1, traverse la rivière Lwange, mesure 440 mètres de long et a une capacité de 50 tonnes[21],[22]

- Lundi 6 septembre 2010 : Le naufrage d'un bateau de pêcheurs sur la rivière Ruki, un affluent du fleuve Congo cause la mort d'au moins 24 personnes.

- Mercredi 8 septembre 2010 : Le sous-secrétaire général de l'ONU chargé des opérations de maintien de la paix, Atul Khare, témoignant devant le Conseil de sécurité, reconnaît que les Casques bleus ont failli à leur mission en se montrant incapables d'empêcher les viols systématiques dont ont été victimes plus de 500 femmes et enfants en août. Entre le 30 juillet et le 2 août, 242 femmes et enfants ont été violés au cours des premières violences, puis quelque 260 viols supplémentaires de femmes et d'enfants parfois âgés de 7 ans, ont été perpétrés en août dans les villages du Nord-Kivu et du Sud-Kivu. La représentante spéciale de l'ONU pour la prévention de la violence sexuelle dans les conflits armés, Margot Wallström, a indiqué que certaines femmes avaient été violées tour à tour par cinq ou six hommes au cours de ces incidents et avait déclaré le 31 août que les chefs de milices et de groupes armés de RDC pouvaient être accusés de crimes de guerre et de crimes contre l'humanité dans cette affaire[23].

- Dimanche 12 septembre 2010 : Le président Joseph Kabila ayant « fait le constat amer » que« l'ampleur de l'exploitation minière dans cette partie du pays résulte du fait des activités de groupes mafieux qui confortent […] l'insécurité récurrente », a pris la décision de suspendre l'exploitation minière dans trois provinces, dont le Nord et le Sud-Kivu (est), au sous-sol riche et où rebelles et militaires contrôlent des mines, avec « application immédiate », du fait de « l'implication manifeste de certaines autorités locales, provinciales, et nationales, tant civiles que militaires, dans l'exploitation illégale et le commerce illicite des substances minérales ». Le Nord et le Sud-Kivu sont très riches en minerais, principalement la cassitérite (étain) et le coltan (colombo-tantalite) et des gisements d'or[24].

- Vendredi 17 septembre 2010 : Le gouvernement congolais, en réponse aux critiques du Conseil à propos des viols en série commis récemment dans l'est du pays, affirme qu'il « n'a pas attendu les admonestations du Conseil de sécurité pour faire son devoir. Nos unités qui sont déployées au Kivu ont été mises au contact offensif avec ces groupes de violeurs, nous les avons assiégés […] C'est nous les victimes. Vous croyez que les auteurs sont liés au gouvernement de la RDC ? On connaît les auteurs, même s'ils sont en RDC, ils n'ont aucun lien avec le gouvernement ». Le Conseil de sécurité a demandé « instamment au gouvernement de la république démocratique du Congo (RDC) de veiller à ce que les auteurs de ces crimes terribles fassent très rapidement l'objet de poursuites impartiales et de l'informer des mesures prises à cette fin »[25].

- Vendredi 24 septembre 2010 : Publication d'une rapport de l'ONU détaillant la mécanique de l'horreur en république démocratique du Congo (RDC) de 1993 à 2003. Il se veut, au-delà de la polémique sur d'éventuels « crimes de génocide » par l'armée rwandaise, un premier pas sans précédent pour venir à bout de l'impunité dans une région martyre[26]. Fruit d'une enquête menée de juillet 2008 à juin 2009, le rapport de plus de 500 pages, dresse l'inventaire de 617 crimes graves ayant fait des dizaines de milliers de morts civils de 1993 à 2003, et plus particulièrement pendant les deux guerres de 1996-1998 et 1998-2001. Le projet de texte du Haut Commissariat de l'ONU aux droits de l'homme accuse le Rwanda de possibles crimes de génocide contre les réfugiés hutus rwandais. L'Ouganda, l'Angola, le Zimbabwe, le Burundi, le Tchad — qui tous sont intervenus militairement en RDC — ainsi que les autorités congolaises sont également mises en cause.

- Jeudi 30 septembre 2010 : Le gouvernement rwandais dénonce le projet de rapport de l'ONU, détaillant les crimes commis contre des civils en RDC de 1993 à 2003, et accusant l'armée rwandaise d'avoir commis en république démocratique du Congo (RDC) des crimes graves contre les réfugiés hutus, dont certains pourraient relever du génocide : « Ce document est mauvais et dangereux du début à la fin […] Le gouvernement rwandais a transmis aux Nations unies ses commentaires sur le projet de rapport […] un échec moral et intellectuel, et une insulte à l'Histoire, [une] manipulation des processus à l'ONU par des organisations et des individus, aussi bien à l'intérieur qu'à l'extérieur de l'ONU, dans le but de réécrire l'histoire, répartir de façon inappropriée la responsabilité du génocide qui a eu lieu au Rwanda et raviver le conflit au Rwanda et dans la région ». Toujours selon le gouvernement rwandais le rapport se fonde de façon excessive sur « des sources anonymes, des affirmations par ouï-dire, des enquêteurs et témoins sans noms et non identifiés [en] flagrante contradiction [avec] les efforts extensifs et coordonnés déployés par le Rwanda pour rapatrier, réinstaller et réintégrer 3,2 millions de réfugiés hutus, efforts qui étaient appuyés par l'ONU »[27].

### Octobre 2010
- Samedi 2 octobre 2010 : Le ministre de la Justice confirme que la RDC « n'exécutera pas le mandat d'arrêt » de la Cour pénale internationale contre l'ex-rebelle Bosco Ntaganda, aujourd'hui général dans l'armée congolaise, comme l'avait annoncé en février 2009, le président Joseph Kabila. Sous le coup d'un mandat d'arrêt délivré par la CPI en 2006, Le général Ntaganda, ex-chef d'état-major de la rébellion tutsi congolaise du Congrès national pour la défense du peuple, est accusé de crimes de guerre notamment pour l'enrôlement d'enfants en 2002-2003 en Ituri, quand il était dans la milice congolaise de l'Union des patriotes congolais[28].

- Mardi 5 octobre 2010 :
  - Pendant quatre jours, l'envoyée spéciale de l'ONU pour les violences sexuelles dans les conflits, la suédoise Margot Wallström, a visité les provinces instables du Sud et du Nord-Kivu où des groupes armés mais aussi des éléments de l'armée congolaise commettent régulièrement des violences contre les civils. Elle estime que les crimes de viols massifs commis peuvent « détruire ce pays si cela continue. Parce que cela va brutaliser toute la société, aller de génération en génération et détruire toutes les valeurs, toutes les normes. Cela peut coûter très cher au Congole pays si cela continue […] Très souvent on dit l'inverse, qu'il faut la paix pour stopper les violences sexuelles mais je pense qu'il faut stopper ça pour trouver la paix […] C'est terrible de dire qu'il faut attendre la paix pour que les femmes soient en sécurité »[29].
  - Nord-Kivu : Le colonel Sadoke Mayele, chef d'état-major du groupe de 200 miliciens Maï-Maï, a été arrêté lors d'une « opération militaire » de soldats indiens de la Monusco, « en collaboration » avec la justice militaire congolaise, dans le territoire de Walikale. Il est accusé d'avoir dirigé l'attaque contre des villages où 500 personnes, dont des enfants, ont été violées fin juillet-début août dans 13 villages[30].

- Mercredi 13 octobre 2010 : Le club de football Tout Puissant Mazembe remporte pour la deuxième année consécutive la Ligue des champions de la CAF, en battant le club Espérance ST de Tunisie 6–1.

- Vendredi 15 octobre 2010 :
  - Selon le Haut Commissariat pour les réfugiés (HCR), la rébellion ougandaise de l'Armée de résistance du Seigneur (LRA) dont les attaques se sont intensifiées récemment, a tué au moins 2 000 personnes, enlevé plus de 2 600 et en a déplacées plus de 400 000 depuis décembre 2008. Depuis le début de l'année 2010, Cette rébellion a fait « au moins 344 » morts au cours de « 240 attaques mortelles ». Les attaques se sont intensifiées depuis septembre, relève le HCR qui s'inquiète « d'une situation dramatique », une « horreur » ayant pris une « ampleur régionale » pour laquelle « il n'y a jamais de répit ». Dirigée par Joseph Kony — recherché par la Cour pénale internationale pour crimes de guerre et crimes contre l'humanité - la LRA est considérée comme l'une des guérillas les plus brutales au monde. Elle est entrée en activité en 1988 dans le nord de l'Ouganda, avant d'étendre ses actions dans l'extrême nord-est de la RDC, en Province orientale depuis une dizaine d'années, puis en 2008 en Centrafrique et au Sud-Soudan[31].
  - Selon un rapport de l'envoyée spéciale pour les violences sexuelles dans les conflits, Margot Wallström, devant le Conseil de sécurité, des soldats des Forces armées de la république démocratique du Congo (FARDC) ont commis des viols, des tueries et des pillages dans l'Est de la RDC, déjà le théâtre de viols en série récemment : « La possibilité que les mêmes communautés qui ont été brutalisées en juillet et en août par les Forces démocratiques de libération du Rwanda et des éléments Maï-Maï souffrent maintenant d'exactions aux mains des troupes des FARDC est inimaginable et inacceptable »[32].

- Dimanche 17 octobre 2010, Sud Kivu : À l'appel du mouvement féministe international et altermondialiste, la « Marche mondiale des femmes », des milliers de femmes congolaises ont défilé à Bukavu contre les violences sexuelles, dans une ambiance joyeuse et colorée. Sur les banderoles et les pancartes : « Non au viol comme arme de guerre », « Non au terrorisme sexuel », « Je dénonce et je dis non », « Pouvoir aux femmes et aux filles ». Parmi les manifestantes, Olive Lembe Kabila, épouse du président de la RDC, Joseph Kabila et le docteur Nene Rukunghu, médecin à l'hôpital de Panzi à Bukavu, où sont soignées les femmes victimes de viols. Cette manifestation clôture une semaine de forum et de discussions sur les thèmes de la paix et la démilitarisation, les violences envers les femmes ou encore le travail et l'autonomie économique des femmes. Selon l'ONU, plus de 15 000 femmes ont été violées en 2009 dans l'est de la RDC, où des groupes armés étrangers et congolais encore actifs et aussi des soldats nationaux sont régulièrement accusés de commettre des exactions contre les civils[33].

- Mardi 19 octobre 2010 : La Cour pénale internationale estime pouvoir juger pour crimes de guerre et crimes contre l'humanité en Centrafrique l'ancien vice-président de la RDC, Jean-Pierre Bemba (47 ans). Il est accusé d'être responsables de meurtres, viols et pillages commis entre octobre 2002 et mars 2003 par sa milice, envoyée en Centrafrique pour appuyer le régime du président Ange-Félix Patassé. Il a fui la RDC en avril 2007 après avoir perdu les élections présidentielles de 2006 et a été arrêté en mai 2008 à Bruxelles.

- Dimanche 24 octobre 2010 : Le président Joseph Kabila a affirmé, lors du sommet de la Francophonie à Montreux (Suisse), sa « détermination » à lutter contre l'impunité, notamment dans l'est de son pays : « La RDC est sur la voie de la consolidation de la paix et de la sécurité », soulignant « la détermination du gouvernement congolais de faire en sorte qu'un crime — que ce soit contre les journalistes ou contre la population à Kinshasa, à l'Est, sur toute l'étendue du territoire national — ne reste plus impuni ».

### Novembre 2010
- Jeudi 4 novembre 2010 : Selon le Bureau de coordination des affaires humanitaires de l'ONU à Kinshasa plus de 6 000 personnes pour situation irrégulière, activité illicite de creuseur de diamant, violation des frontières, en majorité des Congolais de la RDC, ont été expulsés de l'Angola et plus de 600 viols ont été commis. Depuis 2004, plus de 400 000 immigrés illégaux, quasiment tous des Congolais de RDC, ont été expulsés des provinces minières d'Angola dans le cadre d'une opération baptisée « Diamant » et visant à lutter contre le trafic illégal de diamants angolais.

- Mardi 9 novembre 2010, Kasaï-Occidental : Dans la nuit, un camion, dont le conducteur était en état d'ébriété et transportant des marchandises et une centaine de passagers, a « basculé dans une pente », à Tshikapa, faisant au moins 39 morts.

- Vendredi 12 novembre 2010 : Ouverture devant la cour militaire de Kinshasa du procès des 8 policiers accusés du meurtre du militant des droits de l'Homme Floribert Chebeya. Trois d'entre eux sont en fuite. La première audience est reportée au 3 décembre[34].

- Lundi 22 novembre 2010 : Ouverture du procès, devant la Cour pénale internationale de La Haye, de Jean-Pierre Bemba, ancien vice-président de la RDC et candidat malheureux à l'élection présidentielle de 2006. Il est accusé de crimes de guerre, principalement des viols, et de crimes contre l'humanité, commis par sa milice du Mouvement de libération du Congo en Centrafrique en 2002 et 2003. Quelque 1 500 hommes du MLC avaient franchi en octobre 2002 le fleuve Oubangui, frontière naturelle entre la RDC et la Centrafrique pour venir en aide au président centrafricain Ange-Félix Patassé, victime d'une tentative de coup d'Etat menée par le général François Bozizé[35],[36],[37].

### Décembre 2010
- Samedi 18 décembre 2010 :
  - L'ambassadeur français pour les droits de l'Homme, François Zimeray, a qualifié de « naufrage » la situation des droits de l'Homme en RDC. Il dénonce : la présence à Goma du général Bosco Ntaganda, ex-chef d'une rébellion et sous le coup d'un mandat d'arrêt de la CPI pour crimes de guerre; l'existence de la prison de Goma où survivent 1 046 détenus pour 140 places; le sort des « femmes victimes de violences sexuelles et l'absence totale de leur prise en charge par des institutions autres que relevant de la communauté international »; le « phénomène des enfants "sorciers" qui jette à la rue une grande partie des enfants de ce pays »[38].
  - Le ministère des Finances de la Belgique a décidé d'annuler plus de 2,4 milliards de FCFA (3,7 millions d'euros) représentant la totalité de la dette du Congo. Cette annulation «s'inscrit dans la poursuite du respect des accords du 18 mars dernier du Club de Paris, à la suite de l’accession du Congo au point d’achèvement de l’initiative Pays pauvre très endetté [...] les fonds dégagés [seront] investis dans le tourisme [... et] serviront prioritairement à accompagner les efforts en matière de modernisation et d'industrialisation [...] mais aussi à lutter contre la pauvreté dans le cadre de la politique visant la mise en œuvre des Objectifs du millénaire pour le développement ». Cette année, la France, les États-Unis, la Suisse et l'Italie ont également annulé leurs créances sur le Congo. Jusqu'à récemment, le Congo (3,6 millions d'habitants) était considéré comme un des pays les plus endettés au monde par tête d'habitant[39].